# Anneisha McLaughlin
Anneisha McLaughlin-Whilby (ur. 6 stycznia 1986) – jamajska lekkoatletka specjalizująca się w biegach sprinterskich.

## Osiągnięcia
- srebro mistrzostw świata juniorów (sztafeta 4 × 100 metrów, Santiago 2000)
- brąz mistrzostw świata juniorów młodszych (bieg na 400 metrów, Debreczyn 2001)
- złoto i srebro mistrzostw świata juniorów (sztafeta 4 × 100 metrów & bieg na 200 metrów, Kingston 2002)
- złoto i srebro mistrzostw świata juniorów młodszych (bieg na 200 metrów & sztafeta szwedzka, Sherbrooke 2003)
- dwa srebrne medale mistrzostw świata juniorów (bieg na 200 metrów & sztafeta 4 × 100 metrów, Grosseto 2004)
- złoty medal mistrzostw NACAC (sztafeta 4 × 100 metrów, San Salvador 2007)
- 5. miejsce w biegu na 200 metrów podczas mistrzostw świata (Berlin 2009)
- złoto i brąz uniwersjady (bieg na 200 metrów & sztafeta 4 × 100 metrów, Shenzhen 2011)
- srebrny medal halowych mistrzostw świata (sztafeta 4 × 400 metrów, Sopot 2014)
- 5. miejsce w biegu na 200 metrów podczas igrzysk Wspólnoty Narodów (Glasgow 2014)
- wicemistrzostwo olimpijskie (sztafeta 4 × 400 metrów, Rio de Janeiro 2016)
- brązowy medal podczas IAAF World Relays (sztafeta 4 × 400 metrów, Nassau 2017)
- wielokrotna medalistka mistrzostw Ameryki Środkowej i Karaibów juniorów, mistrzostw panamerykańskich juniorów oraz CARIFTA Games
- złota medalistka mistrzostw Jamajki

## Rekordy życiowe
- Bieg na 100 metrów – 11,23 (2013)
- Bieg na 200 metrów – 22,54 (2010)
- Bieg na 400 metrów – 50,76 (2017)

9 marca 2014 jamajska sztafeta 4 × 400 metrów w składzie Patricia Hall, McLaughlin, Kaliese Spencer i Stephenie Ann McPherson ustanowiła aktualny halowy rekord kraju w tej konkurencji (3:26,54).